# ألكسندر كننغهام
اللواء السير ألكسندر كننغهام الحاصل على وسام نجمة الهند ووسام الإمبراطورية الهندية (23 يناير 1814 - 28 نوفمبر 1893) كان مهندسًا في الجيش البريطاني مع مجموعة مهندسي البنغال الذين اهتموا لاحقًا بتاريخ الهند وآثارها. وفي عام 1861 جرى تعيينه في منصب المساح الأثري الذي تأسس حديثًا لدى حكومة الهند؛ وقد أسس ونظم ما أصبح فيما بعد هيئة المسح الأثري للهند.
كتب العديد من الكتب والدراسات وجمع مجموعات واسعة من التحف. وقد فقدت بعض مجموعاته، لكن معظم العملات الذهبية والفضية ومجموعة رائعة من المنحوتات البوذية والمجوهرات جرى شراؤها من قبل المتحف البريطاني في عام 1894. وكان أيضًا والد عالم الرياضيات آلان كننغهام.

## النشأة والمهنية
ولد كننغهام في لندن عام 1814، وهو ابن الشاعر الإسكتلندي آلان كننغهام (1784-1842) وزوجته جان (لقبها قبل الزواج ووكر) (1791-1864). وتلقى مع أخيه الأكبر جوزيف تعليمه المبكر في مستشفى المسيح بلندن. ومن خلال نفوذ السير والتر سكوت حصل كل من جوزيف وألكسندر على تدريب في مدرسة أديسكوم التابعة لشركة الهند الشرقية (1829-1831)، تلاها تدريب تقني في مركز المهندسين الملكي في تشاتام. وانضم ألكساندر إلى المهندسين البنغاليين في سن 19 عامًا كملازم ثانٍ، وقضى السنوات الثمانية والعشرين التالية في خدمة الحكومة البريطانية في الهند. وبعد وقت قصير من وصوله إلى الهند في 9 يونيو عام 1833 التقى بجيمس برينسيب. وكان على اتصال يومي مع برينسيب خلال عامي 1837 و1838 وأصبح صديقه الحميم وتلميذه. ونقل إليه برينسيب اهتمامه الدائم بعلم الآثار والعصور القديمة في الهند.
كان المرافق الشخصي للورد أوكلاند الحاكم العام للهند منذ عام 1836 حتى عام 1840. وخلال هذه الفترة زار كشمير، التي لم تكن مستكشفة كثيرًا آنذاك. ووجد له ذكر بالأحرف الأولى في داخل البلاد من تأليف إميلي إيدن.

## حياته العسكرية
في عام 1841 جرى تعيين كننغهام مهندسًا تنفيذيًا لملك دولة أوده. وفي عام 1842 استدعي لخدمة الجيش في إحباط انتفاضة حاكم جايبور في بوندلخاند. ثم عُين في ناوغونغ في وسط الهند قبل أن يشهد معركة بونيار في ديسمبر من عام 1843. وأصبح مهندسًا في فاليور وكان مسؤولًا عن بناء جسر حجري مقوس فوق نهر مورار في 1844-1845. وفي 1845-1846 استدعي للخدمة في البنجاب وساعد في بناء جسرين من القوارب عبر نهر بيس قبيل معركة سوبرون.
في عام 1846 عُين مفوضًا مع بّي إيه فانس أغنيو لترسيم الحدود. وجرت كتابة رسائل إلى المسؤولين الصينيين والتبتيين من قبل اللورد هاردينغ، ولكن لم ينضم إليهم أي مسؤول. وأسست لجنة ثانية في عام 1847 بقيادة كاننغهام لرسم حدود لداخ-التبت، والتي ضمت أيضًا هنري ستراشي وطوماس طومسون. كان هنري وشقيقه ريتشارد ستراشي قد دخلا بحيرة ماناساروفار وراكاس تال دون إذن في عام 1846 وزارها شقيقه ريتشارد مرة أخرى في عام 1848 مع عالم النبات جيه إي وينتربوتوم. وأسست اللجنة لترسيم الحدود الشمالية للإمبراطورية بعد انتهاء الحرب الأنجلو سيخية الأولى بمعاهدة أمريتسار، التي تنازلت عن كشمير كتعويض حرب للبريطانيين. وكتب مقالته المبكرة مقالة حول النظام الآري للهندسة المعمارية (1848) بسبب زياراته للمعابد في كشمير وأسفاره في لداخ خلال فترة عمله مع اللجنة. وكان حاضرًا أيضًا في معركتي تشيليانوالا وكجرات في 1848-1849. وفي عام 1851 استكشف الآثار البوذية في الهند الوسطى مع الملازم مايسي وكتب وصفًا لها.
وفي عام 1856 عُين كبير المهندسين في بورما لمدة عامين، بعد أن ضمتها بريطانيا حديثًا؛ ومنذ عام 1858 خدم لمدة ثلاث سنوات في نفس المنصب في المقاطعات الشمالية الغربية. وفي كلا المنطقتين أنشأ إدارات الأشغال العامة. لذلك كان غائبًا عن الهند خلال ثورة عام 1857. وعُين عقيدًا للمهندسين الملكيين عام 1860. وتقاعد في 30 يونيو عام 1861 بعد أن حصل على رتبة لواء.